# 蘇布倫號
蘇布倫號（英語：SS Sobraon）是英國鐵行輪船公司（P&O）於1900年投入營運的一艘客輪，定期從英國前往印度和遠東，運送乘客、郵件和貨物。1901年4月23日，蘇布倫號於西引島北側海蝕溝觸礁失事，船體受到嚴重破壞而被廢棄。

## 沿革
1900年，蘇布倫號於蘇格蘭格里諾克凱爾德公司建造，造其中船編號為293，官方編號為109253，通信信號為RKNB，為雙桅帆與蒸汽動力複合式建構(木材及鐵框合構)貨輪，長37.16公尺，寬 16.46 公尺， 註冊噸位7,382噸，淨噸4,411噸，最高航速可達到16節，登記可搭載人員共171人，是當時最先進的商業客貨輪之一。
2月17日下水後，蘇布倫號與他的姊妹船阿薩耶號（SS Assaye）及普拉西號（SS Plassy）在4月4日以16萬零5,515英鎊的成本交付給英國鐵行輪船公司（Peninsular and Oriental Steam Navigation Company），船隻隨後於4月26日進行處女航，目的地前往上海市，沿途經過孟買。 蘇布倫號定期從英國前往印度和遠東，主要擔負運送乘客、郵件和貨物工作。

### 沉沒經過

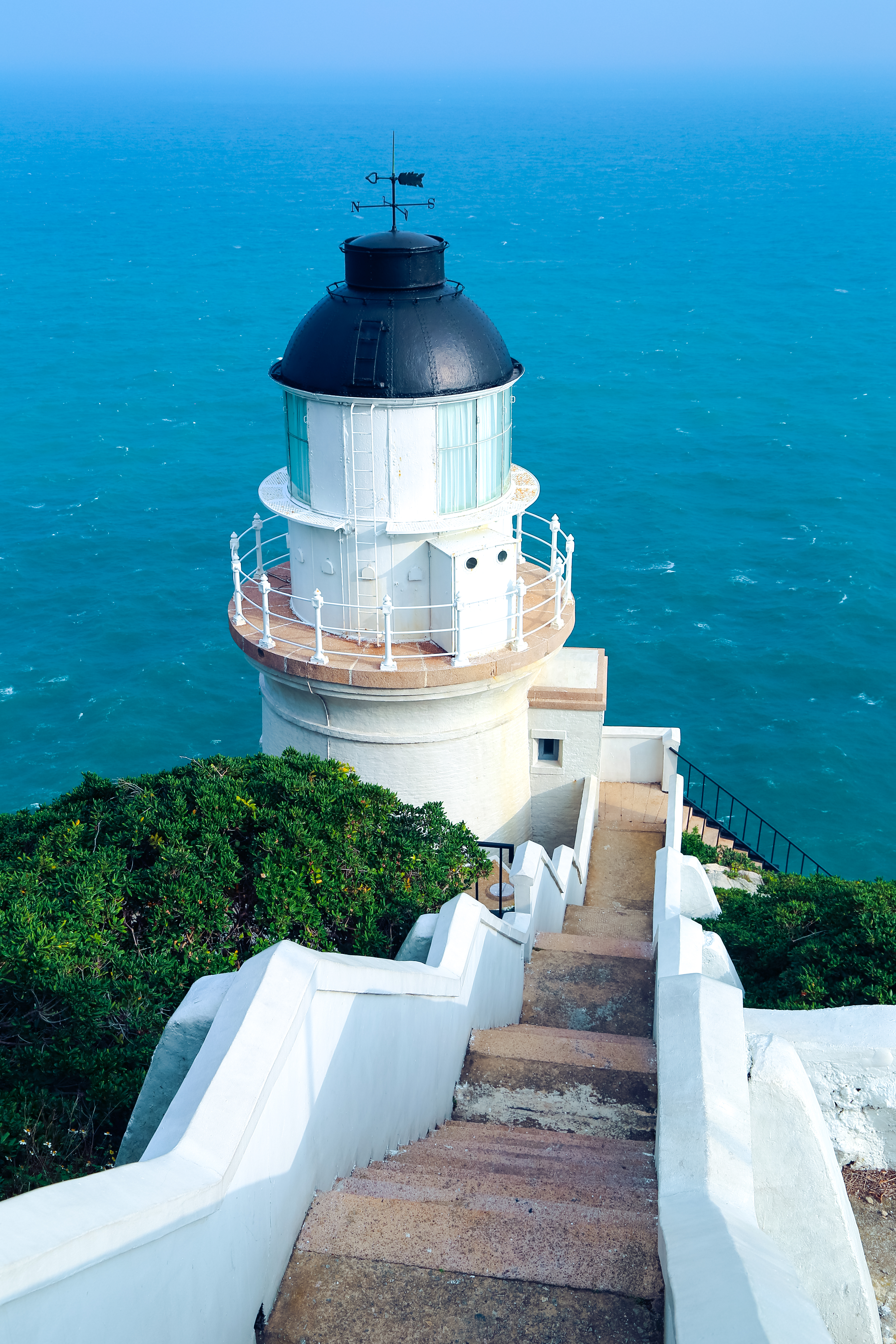
東引島燈塔，因應此事件而建造。

1901年4月24日凌晨，當蘇布倫號航經馬祖東引島附近海域時遭遇大霧，因視線不佳而猛烈撞上西引島北側之北固礁。船難發生時，負責此次航行的船長魏柏默（Wibmer）鎮定指揮，並緊急派遣上海的另一艘商船科羅曼德號（SS Coromandel）及法國軍艦強往救援，所幸船上所有信件、物品以及57名乘客和18名小孩均安全撤離，無人傷亡，船客被送往來自福州的舢舨安置、郵件則由北德意志-勞埃德的艾琳公主號（SS Prinzess Irene）運回歐洲。
由於此次事件損失慘重，清廷海關於1902年籌建東引島燈塔以做紀念，於1904年落成。

## 殘骸
蘇布倫號的沉船遺址位於東引海域，西引島北方外海小北固礁，被當地居民稱為「雞礁」。是當地漁民重要的捕魚場所之一。平均水深約為15公尺左右，東方有一片淺灘。其中蘇布倫號沈沒地點旁的海蝕溝，被稱為「鐵坑」。　
2013年，東湧社區發展協會向連江縣政府申請補助，以進行蘇布倫號沉船勘查，經過為期六個月的水下搜索後，2014年8月文化部文化資產局水下考古團隊及台灣海域安全潛水協會（TOSCA）潛水員於東引海域發現蘇布倫號殘骸，並打撈出10餘件船體結構，其中包括銅製ㄇ字型船件和中式龍紋雙耳銅爐。殘骸主體因遭受海浪沖擊和金屬鏽蝕等自然破壞，也受到炸魚和盜撈等人為損害，其保存狀況不佳。潛水員報告說看到船體電鍍部分、一根桅杆和其中一個雙螺旋槳。，打撈文物隨後保存於東引鄉公所。
因蘇布倫號對於研究19世紀的造船技術、航貿發展具研究潛力，故文化部文化資產局將其列冊管理維護，並於2015年列冊追蹤為水下文化資產。
2022年12月，中柳村20號被規劃為東引鄉水下博物館，並展出以蘇布倫號遺物為主題「沉睡東引海域120年鐵坑的秘密」之常設展覽，展示包括打撈文物及船隻沿革展覽。使觀眾可深度理解蘇布倫號。

## 外部連結
- SS Sobraon -Wreck Site